# William A. Purtell

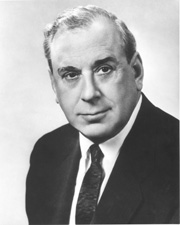
William A. Purtell

William Arthur Purtell (* 6. Mai 1897 in Hartford, Connecticut; † 31. Mai 1978 in West Hartford, Connecticut) war ein US-amerikanischer Politiker (Republikanische Partei), der den Bundesstaat Connecticut im US-Senat vertrat.

## Leben
Purtell besuchte in seinem Heimatort Hartford als Kind sowohl die öffentliche Schule als auch die Konfessionsschule. In der Endphase des Ersten Weltkriegs trat er 1918 der US Army bei; im folgenden Jahr schied er im Rang eines Corporal aus der Armee aus.
Zwischen 1919 und 1929 war Purtell im Einzelhandel beschäftigt. Danach arbeitete er für die Holo-Krome Screw Corporation, einen Schraubenhersteller in West Hartford. In dieser Firma stieg er bis zum Präsidenten und Generaldirektor auf. Auch in anderen Geschäftszweigen war er in führender Position tätig.

## Politik
Im Jahr 1950 bewarb sich William Purtell um die Nominierung seiner Partei für die Wahl zum Gouverneur von Connecticut, unterlag aber John Davis Lodge, der dann auch bei der eigentlichen Wahl den demokratischen Amtsinhaber Chester B. Bowles besiegte.
Am 29. August 1952 wurde er als kommissarischer Nachfolger des verstorbenen Brien McMahon in den US-Senat berufen, in dem er zunächst bis zum 4. November 1952 verblieb. Zum offiziellen Nachfolger wurde Prescott Bush gewählt; am Tag seines Ausscheidens gewann Purtell jedoch die Wahl um den zweiten Senatssitz von Connecticut, sodass er bereits am 3. Januar 1953 für eine vollständige sechsjährige Amtsperiode in den Kongress zurückkehrte. Er trat 1958 zur Wiederwahl an, unterlag aber dem Demokraten Thomas J. Dodd. 1956 war er Delegierter zur Republican National Convention, die US-Präsident Dwight D. Eisenhower als Kandidaten für eine weitere Amtsperiode bestätigte.
Purtell kehrte nach Connecticut zurück, wo er wieder seinen geschäftlichen Aktivitäten nachging. Er verstarb 1978.